# Kraljičina zemlja
Kraljičina zemlja je arheološki lokalitet u bačkom mjestu Đurđinu.
Na njemu po predaji postoji utvrda iz vremena Sibinjanina Janka. Bila je dijelom obrambenog lanca njegovih tvrđava.
Spomen o njoj datira iz 1462., kad je i prvi put zapisano ime Đurđin. Zemlja je pripadala Matiji Korvinu, koji je u tom dokumentu darovao ju majci Elizabeti (mađ. Erzsébet Morzsinay) (odatle Kraljičina zemlja).